# Siphocranion
Siphocranion là một chi thực vật có hoa trong họ Hoa môi (Lamiaceae).

## Loài
Chi Siphocranion gồm các loài: